# 竜王団地
竜王団地（りゅうおうだんち）は、徳島県徳島市国府町竜王から隣接する名西郡石井町にまたがる巨大団地である。1983年に完成、分譲された。
中には、コンビニ（ミニストップ）やクリーニング屋、歯科、ラーメン屋、床屋、公文式竜王教室、学研竜王教室などがある。

## 人口
この団地内には、約7000人が居住していると推測されるが、行政区画が異なるため正確な数値は把握できていない。また、分譲から30年ほど経過しており住人が高齢化しつつある。

## バス路線
バス路線は徳島バスにより竜王団地線が1日28便（休日は20便）運行されている。団地内には竜王団地、竜王団地南、竜王団地北のバス停がある。

## 施設
団地内には、5つの公園がある。なお、竜王団地には特定環境保全公共下水道が敷設され、竜王浄化センターが石井町との境界付近に設置されている。団地内には12階建てのマンションが1棟、3階建てのマンションが10棟ほど有る。

## 交通アクセス
団地内を通過する徳島県道230号第十白鳥線を経由し、南は徳島県道30号徳島鴨島線（徳島・鴨島バイパス）に、北は徳島県道15号徳島吉野線（堤防道路）に接続している。このため徳島市中心部及び石井町内の商業施設へのアクセスが容易である。